# Джабаров, Рахманкул
Рахманкул Джабаров (1902—1976) — советский хозяйственный, государственный и политический деятель, Герой Социалистического Труда.

## Биография
Родился в 1902 году в селении Каракалпаке. Член КПСС.
С 1920 года — на хозяйственной, общественной и политической работе. В 1920—1956 гг. — издольщик, батрак, активный участник коллективизации в Таджикской ССР, организатор сельхозартели по выращиванию хлопка, председатель колхоза имени Кагановича Кокташского района Сталинабадской области Таджикской ССР.
Указом Президиума Верховного Совета СССР от 19 марта 1947 года присвоено звание Героя Социалистического Труда с вручением ордена Ленина и золотой медали «Серп и Молот».
Избирался депутатом Верховного Совета Таджикской ССР 2-го созыва.
Указом Президиума Верховного Совета СССР от 29 мая 1951 года Джабаров Рахманкул был лишён звания Героя Социалистического Труда, всех орденов и медали за присвоение колхозных средств и спекуляцию сухофруктами.
Указом Президиума Верховного Совета СССР от 13 сентября 1957 года он был восстановлен в звании Героя Социалистического Труда с возвращением всех наград.
Умер в Таджикской ССР в 1976 году.